# دايفد
دايفد أكبر مقاطعات ويلز من حيث المساحة، وتقع جنوب غربي ويلز. ويغلب الطابع الويلزي بشدة على عادات شعبها وأسلوبه في الحياة. وتتضمن هذه المقاطعة المركز الثقافي والتربوي الويلزي أبريستويث. ويوجد في دايفد بعض المراكز الصناعية قرب الساحل الجنوبي، لكن المقاطعة هي منطقة زراعية بشكل رئيسي.
أنشئت مقاطعة دايفد عام 1974م، عندما أعيد تنظيم حكومة ويلز المحلية. وقبل ذلك كانت منطقتها تتألف من ثلاث مقاطعات هي كارديجانشاير وكارمارثنشاير وبمبروكشاير. وكان دايفد اسمًا لمملكة ويلزية قديمة.

## موجز
| المركز الإداري | أكبر المدن                                      | عدد السكان                  | المنتجات الرئيسية | المساحة  |
| -------------- | ----------------------------------------------- | --------------------------- | --- | -------- |
| كارمارثن       | ليانلي، بمبروك، ملفوردهافن، كارمارثن، أبريستويث | 375,200 نسمة حسب احصاء 2007 | الزراعة:لحم البقر، الغنم، الحليب، منتجات الألبان، البطاطس، الأخشاب.الصناعة:الملابس، الأثاث، الزيوت، منتجات البلاستيك، البضائع الفولاذية، صفائح القصدير. | 5,765كم² |

## اللغة
لغة يتحدث نحو نصف سكان المقاطعة اللغة الويلزية. وفي المناطق الريفية، يتحدث ثلاثة أرباع السكان الويلزية بالإضافة إلى الإنجليزية. وقد تأسست بعض المدارس الثانوية التي تدرَّس فيها مقررات باللغة الويلزية.
ويغلب الطابع الإنجليزي الصارم على جنوبي دايفد، حول مدينة بمبروك، من حيث اللغة وأسلوب المعيشة. وتُعرف هذه المنطقة باسم إنجلترا الصغرى.

### العادات
اختفى الكثير من العادات الزراعية القديمة، لكن بعضها مايزال يلقى حماسًا، مثل: حفلات جزّ صوف الخراف. وكذلك تراجعت أهمية الطقوس الدينية.

### الترويح
أكثر الرياضات المنظمة شعبية اتحاد الرجبي. وتوجد في المدن الرئيسية فرق لكرة القدم. ويعد ركوب القوارب والتسابق بها من الرياضات المحبوبة، كما تشيع لعبة الكريكيت في الجنوب.

### نظام الحكم المحلي
تنقسم دايفد إداريًا إلى ست مناطق هي: كارمارثن وسردجيون التي تضم إبريستويث، وكارديجان ولامبيتر، وداينفور التي تضم أمَّانفورد ولانديلو ولاندوفري ولانليِّ وبرسلي التي تضم قشجارد وهافرفوردوست وملفورد هافن وبمبروكشاير 
وتقوم شرطة دايفد ـ بوويز بخدمة مقاطعتي دايفد وبوويز المتجاورتين، ويوجد مقر الشرطة الرئيسي في كارمارثن. وتنعقد محكمة التاج في كارمارثن وهافرفوردوست.

## الاقتصاد

### الزراعة
تعد الزراعة أهم نشاط اقتصادي في دايفد. وتنتشر مزارع الألبان انتشارًا واسعًا في الأجزاء الوسطى من المقاطعة. وتنتج دايفد أكثر من نصف الحليب الذي يتم إنتاجه في ويلز. وهناك مزارع مختلطة كثيرة في وديان الأنهار وفي السهول الساحلية. ويربي المزارعون في الأجزاء الجبلية من المقاطعة الأغنام والأبقار. وتشمل المحاصيل الزراعية: الشعير والشوفان والقمح. ويتخصص مزارعو الجنوب في إنتاج البطاطا المبكِّرة.
والحراجة نشاط يزداد انتشارًا في الأراضي السبخة والمرتفعات. وفي شمالي دايفد، زُرعت الأشجار الدائمة الخضرة في مساحات واسعة. وقد تقهقرت صناعة صيد الأسماك التي كانت من الأنشطة الكبرى المتركزة في ملفوردهافن، لكن صيد سمك السالمون من قوارب صغيرة جدًا تُدْعى قرقل لايزال مستمرًا قرب كارديجان وكارمارثن.

### التعدين والمحاجر
يعمل الكثيرون في مناجم الفحم الحجري في الجنوب الشرقي من دايفد، شمالي ليانلي، وتنتج المناجم المحلية الانتراسايت، وهو فحم صلب. وقد تم افتتاح محاجر محلية لإنتاج الفحم الصلب قرب أمَّانفورد عام 1978م.

### الصناعة
كانت ليانلي مركزًا لصناعة صفائح القصدير التي يُطلى بها الفولاذ في معمل ضخم خاص. وقد تراجعت أهمية استخدامات صفائح القصدير في الوقت الراهن، لكن مازالت ليانلي مقرًا لكثير من المصانع الهندسية العامة التي مايزال بعضها يعمل في خدمة صناعة الفولاذ. وتشمل المنتجات التي تُصنع في ليانلي الآن الأدوات الصحية والمنزلية، والجعة، والمواد الكيميائية، ومنتجات البلاستيك والمطاط، والأسلاك النحاسية، والسيارات وقطع غيارها، ولوحات مفاتيح البيانو والأرغنْ، والملابس النسائية.
تُعدُّ ملفوردهافن منذ زمن طويل أحد المراكز الرئيسية لتكرير النفط في بريطانيا، ويتسع مرفأها الطبيعي لناقلات النفط الضخمة. وقد توسعت مصافي النفط والصناعات الرديفة لها في ملفوردهافن بسرعة كبيرة خلال السبعينيات من القرن العشرين.

### السياحة
السياحة نشاط اقتصادي في حالة نمو سريع في دايفد. ويقع متنزه الساحل الوطني على امتداد 70كم من الشريط الساحلي في دايفد.

### المواصلات والاتصالات
ينتهي خط السكك الحديدية الرئيسي المنطلق من لندن في فِشجارد، وهي ميناء لنقل الركاب إلى روسلير في أيرلندا. كما توجد عبَّارة أخرى تتوجه إلى روسلير من بِمْبروك. وخط القطارات الوحيد الذي يعمل بالبخار لدى الخطوط الحديدية البريطانية هو خط وادي رَيدُل الشهير، الذي يصل بين أبريستويث وجسر دِفِل. وتصدر صحف يومية في كبريات المدن في دايفد.

## الجغرافيا

### الموقع والمساحة
تحد دايفد كل من مقاطعات جويند وبوويز وجلامورجان الغربية. وتقع سواحلها على قنال بريستول والبحر الأيرلندي. وتبلغ أقصى مسافة فيها من الشمال إلى الجنوب ومن الشرق إلى الغرب 110كم.

### مظاهر السَّطح
يصل ارتفاع جبال برسلي في غربي دايفد إلى نحو 540م. ويعتقد علماء الآثار أن هذه المنطقة مصدر بعض الأحجار المستخدمة في ستونهينج وفي الشرق، تقع جبال بلاك. ويغطي متنزَّه بركُن بيكنز الوطني جبال بلاك ويمتد إلى دايفد.
وأعلى قمة في مقاطعة دايفد هي بملمُن فور، التي يبلغ ارتفاعها 572م، وهي من قمم جبال كامبريا في الشمال الشرقي. أما جنوب دايفد، فهي منطقة منخفضات شاسعة. وتنبع الأنهار الرئيسية في جبال كامبريا، وهي أنهار تيفي وتيوي وإِستوِث.

### المناخ
مناخ دايفد معتدل، ففي سانت آنزهيد، على سبيل المثال، يصل متوسط درجات الحرارة في يناير إلى 6°م، أما في أغسطس فيصل إلى 14°م. لكن درجات الحرارة تتفاوت في المناطق الداخلية، وخاصة في الأراضي الأكثر ارتفاعًا. ويقل معدل الأمطار السنوي فوق المنخفضات الجنوبية والتخوم الساحلية عن 1,000ملم. ولكنه يزيد على 1,500ملم فوق منحدرات بَمْلمن فور الغربية.

## نبذة تاريخية
توجد في دايفد آثار كثيرة من عصور ماقبل التاريخ. وقد بنى الرومان حصنًا في موريدنم (كارمارثن) لكنهم لم يقيموا نظام حكم دائم في المنطقة. دخلت النصرانية دايفد في العصر الروماني. وقد أسس القديس دايفد، وهو القديس الذي يرعى ويلز، بلدة سانت دايفد في القرن السادس الميلادي، وكانت هذه البلدة طوال القرون الوسطى مركزًا يَفِدُ الناس إليه لزيارة ضريح هذا القديس.
فتح النورمنديون هذه المنطقة في أوائل القرن الثاني عشر، وأقاموا مقاطعة ملكيةـ وهي منطقة شبه مستقلة ـ حول بمبروك. وبنوا في بمبروك قلعة شهيرة. كما شجعوا الإنجليز على الاستقرار في هذه المنطقة. وأدت هذه السياسة إلى نمو طائفة ماتزال موجودة حتى الآن يغلب عليها الطابع الإنجليزي الصارم.
تكونت مقاطعات كاردجنشاير وكارمارثنشاير وبمبروكشاير في العصور النورمندية، واكتسبت وضعًا قانونيًا من خلال قوانين الاتحاد الصادرة في 1356م و1542م، وهي قوانين وَحَّدت ويلز مع إنجلترا.
وخلال الحروب النابليونية، نزل الجنود الفرنسيون في فشجارد واحتلوا المنطقة لفترة قصيرة. ونتيجة لذلك، بدأت القلاقل عام 1839م. فقد كانت مجموعات من الرجال الذي يتخفون في ملابس النساء تهاجم أكشاك الرسوم التي تُحصِّل النقود من مستخدمي الطرق. وقد عُرفت هذه القلاقل التي استمرت حتى عام 1844م، باسم أحداث شغب ربيكا.